# Emanuele Nicolini
Emanuele Nicolini (Borgo Maggiore, 20 aprile 1984) è un ex nuotatore sammarinese.
Allenato da Roberto Ciavatta, si dedicava alle specialità 400-1500 stile libero e 200 farfalla.
Ha partecipato ai Giochi Olimpici di Atene 2004, dove fermò il cronometro a 4:02.28 nei 400 s.l., e alle Olimpiadi di Pechino 2008, nei 200 s.l.
Al termine delle Olimpiadi Cinesi ha annunciato il ritiro dall'attività agonistica per dedicarsi alla professione forense.

## Carriera

### Medaglie vinte ai Giochi dei Piccoli Stati d'Europa
Vanta un ricco medagliere ai Giochi dei Piccoli Stati d'Europa. Esordisce a San Marino nel 2001 conquistando una medaglia d'oro nei 200 farfalla, un argento nei 1500 stile libero e due bronzi nei 400 stile libero e con la staffetta 4x200 s.l. Due anni dopo, a Malta, ottiene due argenti (400 e 1500 s.l.), ottenendo nei 400 s.l. il tempo minimo di qualificazione imposto dalla Federazione internazionale del nuoto per partecipare ai Giochi Olimpici di Atene 2004; mentre ad Andorra 2005 vince un oro (1500 s.l), due argenti (400 s.l. e 200 farfalla) e un bronzo (200 s.l.). Nell'edizione dei Giochi del 2007, svoltasi a Monaco ottiene invece due medaglie d'oro, nei 400 e 1500 stile libero; in tale edizione venne premiato dal Principe Alberto II di Monaco, grande appassionato di sport, per l'oro conquistato nei 400 s.l. 
Poi nel 2009 con un ottimo ritorno all'agonismo nell'edizione di Cipro 2009 vince 4 medaglie (2 argenti nei 400 sl. e 1500 sl. e anche 2 bronzi nelle staffette 4x100 mista e 4x100 stile); mentre in Liechtenstein 2011 nonostante una lunga pausa agonistica, nella quale svolge il tirocinio legale, restando lontano dalle competizioni per quasi 2 anni, ottiene il bronzo nei 400 sl e nei 1500 sl, diventando così l'atleta sammarinese più titolato di sempre ai Giochi dei Piccoli Stati d'Europa con ben 18 medaglie vinte in 6 edizioni.

## Riconoscimenti

### Risultati Extra
Vincitore di una borsa di solidarietà olimpica elargita dal Comitato Olimpico Internazionale, nella stagione preolimpica 2007-2008 si è allenato in Sudafrica presso il centro federale di nuoto sudafricano presieduto da Dirk Lange.
È l'unico nuotatore sammarinese ad aver partecipato ad una finale internazionale (escludendo i Giochi dei Piccoli Stati d'Europa); si è infatti qualificato per la finale dei 1500 sl durante i XV Giochi del Mediterraneo nell'edizione di Almeria 2005.
Detiene i record nazionali sammarinesi in vasca lunga nei 5000 stile libero (56:22.80) e nei 200 farfalla (2:07.27) e, in vasca corta, nei 400 (3:55.8) e 800 (8:12.1) stile libero e nei 200 misti.
È stato più volte inserito dal Comitato Olimpico Nazionale Sammarinese tra gli atleti d'interesse nazionale.
Vincitore dello Sport Awards San Marino nel 2005 e 2008 come Campione Preferito.

## Palmarès
| Oro:                             | Argento:                      | Bronzo:                        |
| San Marino 2001 – 200 m farfalla | San Marino 2001 – 1500 m sl   | San Marino 2001 – 400 m sl     |
| Andorra 2005 – 1500 m sl         | Malta 2003 – 400 m sl         | San Marino 2001 - 4x200 m sl   |
| Monaco 2007 – 400 m sl           | Malta 2003 – 1500 m sl        | Andorra 2005 – 200 m sl        |
| Monaco 2007 – 1500 m sl          | Andorra 2005 – 400 m sl       | Cipro 2009 - 4x100 m sl        |
|                                  | Andorra 2005 – 200 m farfalla | Cipro 2009 - 4x100 m mista     |
|                                  | Cipro 2009 – 400 m sl         | Liechtenstein 2011 – 400 m sl  |
|                                  | Cipro 2009 – 1500 m sl        | Liechtenstein 2011 – 1500 m sl |